# Пишман (вилает Родосто)
 Тази статия е за селото в Турция.  За селото в Република Гърция вижте Пишман.  
Пишман или Пишманкьой (на турски: Yenidibek, до 1960 година Pişman) е село в Източна Тракия, Турция, Вилает Родосто.

## География
Селото се намира южно от Малгара.

## История
В 19 век Пишман е българско село в Малгарска каза на Одринския вилает на Османската империя. Според „Етнография на вилаетите Адрианопол, Монастир и Салоника“, издадена в Константинопол в 1878 година и отразяваща статистиката на населението от 1873 Пишман (Beche-man) е село със 104 домакинства и 498 жители българи.
Според статистиката на професор Любомир Милетич в 1912 година в селото живеят 138 български екзархийски семейства или 684 души.
При избухването на Балканската война в 1912 година един човек от Пишман е доброволец в Македоно-одринското опълчение.
Българското население на Пишман се изселва след Междусъюзническата война в 1913 година.

## Личности
Родени в Пишман
- Димитър Тодоров (1873 – ?), македоно-одрински опълченец, Нестроева рота на 11 сярска дружина[4]